# Enotna matična številka občana
Enotna matična številka občana (kratica EMŠO) je osebna identifikacijska številka v Republiki Sloveniji. EMŠO določi  upravljavec centralnega registra prebivalstva (CRP) enotno za vse prebivalce Republike Slovenije, vključno s tujimi državljani. EMŠO je bil uveden leta 1976 v SFRJ in je še danes v uporabi v državah na območju bivše Jugoslavije vključno s Slovenijo. Hrvaška je ne uporablja od 1. 1. 2009 temveč zaradi pravice do zasebnosti uporablja negovoreči Osobni identifikacijski broj, ki ne vsebuje rojstnih podatkov.
EMŠO se vpisuje v osebne izkaznice, potne liste in druge javne listine.

## Sestav EMŠO
EMŠO sestavlja trinajst števk (DDMMLLLRRZZZK), ki imajo naslednji pomen: 
- od 1. do 7. števke: DDMMLLL - datum rojstva  (dve mesti za dan, dve mesti za mesec in tri mesta za zadnje tri števke letnice rojstva)
- 8. in 9. števka: RR - številka registra[1]:
  - 00-09 – tujci
  - 10-19 – Bosna in Hercegovina
  - 20-29 – Črna gora
  - 30-39 – Hrvaška (33 - Zagreb)
  - 40-49 – Makedonija
  - 50-59 – Slovenija (uporabljena je samo 50)
  - 60-69 – (Državljani z začasnim prebivališčem)
  - 70-79 – Ožja Srbija (71 - Beograd)
  - 80-89 – Pokrajina Vojvodina (80 - Novi Sad)
  - 90-99 – Pokrajina Kosovo
- 10., 11. in 12. števka: ZZZ - zaporedna številka oziroma kombinacija spola in zaporedne številke za osebe, rojene istega dne (000-499 za moške in 500-999 za ženske)
- 13. števka: K - kontrolna števka, izračunana po modulu 11 (glej spodaj).

Če je EMŠO določena na napačen datum rojstva ali spol, jo upravljavec centralnega registra razveljavi in ponovno določi, razveljavljena EMŠO pa ostane v evidenci. Ob spremembah drugih osebnih podatkov oseba obdrži dodeljeno EMŠO. Razveljavljene EMŠO se ne sme dodeliti drugemu posamezniku.

### Izračun kontrolne vsote
Postopek:
- prva številka EMŠO se pomnoži          s 7
- druga številka EMŠO se pomnoži         s 6
- tretja številka EMŠO se pomnoži        s 5
- četrta številka EMŠO se pomnoži        s 4
- peta številka EMŠO se pomnoži          s 3
- šesta številka EMŠO se pomnoži         z 2
- sedma številka EMŠO se pomnoži         s 7
- osma številka EMŠO se pomnoži          s 6
- deveta številka EMŠO se pomnoži        s 5
- deseta številka EMŠO se pomnoži        s 4
- enajsta številka EMŠO se pomnoži       s 3
- dvanajsta številka EMŠO se pomnoži     z 2.

Dobljeni zmnožki iz prvega odstavka se seštejejo.
Seštevek se deli z enajst (delitev se omeji na celo število).
Ostanek pri deljenju se odšteje od števila 11, razlika je kontrolna številka. Kontrolna številka je enomestna, ima lahko vrednost od 0 do 9.
Če je ostanek pri deljenju 0, je kontrolna številka 0.
Kadar upravljavec CRP emšo določa in je ostanek pri deljenju enak 1, je razlika dvomestna in kontrolne številke ni mogoče izračunati. V takem primeru zaporedno število preskoči, vrednost zaporedne številke poveča za 1, izračun kontrolne številke pa ponovi po istem postopku.

### Excelovaformula za preverjanje EMŠO
Če so v celici A1 podatki (prvih 12 števk EMŠO), lahko izračunamo kontrolno vsoto (zadnja števka) po formuli:
```
= IF(11-MOD((7*(MID(A1;1;1)+MID(A1;7;1)) + 6*(MID(A1;2;1)+MID(A1;8;1)) + 5*(MID(A1;3;1)+MID(A1;9;1)) + 4*(MID(A1;4;1)+MID(A1;10;1)) + 3*(MID(A1;5;1)+MID(A1;11;1)) + 2*(MID(A1;6;1)+MID(A1;12;1)));11) = 11; 0; 11-MOD((7*(MID(A1;1;1)+MID(A1;7;1)) + 6*(MID(A1;2;1)+MID(A1;8;1)) + 5*(MID(A1;3;1)+MID(A1;9;1)) + 4*(MID(A1;4;1)+MID(A1;10;1)) + 3*(MID(A1;5;1)+MID(A1;11;1)) + 2*(MID(A1;6;1)+MID(A1;12;1)));11))
```

### Preverjanje EMŠO v programskem jeziku C#
```
private
 
bool
 
emso_verify
(
string
 
emso
)
 
{

    
if
 
((
emso
 
==
 
null
)
 
|
 
(
emso
.
Length
 
!=
 
13
)
 
|
 
(
!
emso
.
All
(
c
 
=>
 
char
.
IsDigit
(
c
))))

        
return
 
false
;

    

    
int
 
emso_sum
 
=
 
0
;

    
for
 
(
int
 
i
 
=
 
7
;
 
i
 
>
 
1
;
 
i
--
)

        
emso_sum
 
+=
 
i
 
*
 
(
int
.
Parse
(
emso
.
Substring
(
7
 
-
 
i
,
 
1
))
 
+
 
int
.
Parse
(
emso
.
Substring
(
13
 
-
 
i
,
 
1
)));

    

    
int
 
control_digit
 
=
 
emso_sum
 
%
 
11
 
==
 
0
 
?
 
0
 
:
 
11
 
-
 
(
emso_sum
 
%
 
11
);

    
if
 
(
emso
.
Substring
(
12
,
 
1
)
 
==
 
control_digit
.
ToString
())

        
return
 
true
;

    
return
 
false
;

}

```

### Preverjanje EMŠO v programskem jeziku Python
```
def
 
emso_verify
(
emso
):

        
"""

        Accepts an iterable of at least 12 digits and returns the number

        as a 13 digit string with a valid 13th control digit.

        Details about computation in

        http://www.uradni-list.si/1/objava.jsp?urlid=19998&stevilka=345

        """

        
emso_factor_map
 
=
 
[
7
,
 
6
,
 
5
,
 
4
,
 
3
,
 
2
,
 
7
,
 
6
,
 
5
,
 
4
,
 
3
,
 
2
]

        
control_digit
 
=
 
sum
([
int
(
emso
[
i
])
 
*
 
emso_factor_map
[
i
]
 
for
 
i
 
in
 
range
(
12
)])
 
%
 
11

        
control_digit
 
=
 
0
 
if
 
control_digit
 
==
 
0
 
else
 
11
 
-
 
control_digit

        
return
 
control_digit
 
==
 
int
(
emso
[
12
])

```

### Preverjanje EMŠO v programskem jeziku C++
```
bool
 
emso_verify
(
string
 
emso
)

{

	
if
 
(
emso
.
empty
()
 
||
 
emso
.
size
()
 
!=
 
13
)
 
// 13 mestno

		
return
 
false
;

	
for
 
(
auto
&
 
c
 
:
 
emso
)

		
if
 
(
!
(
c
 
>=
 
'0'
 
&&
 
c
 
<=
 
'9'
))
 
// samo številke

			
return
 
false
;

	
static
 
int
 
factor_map
[]
 
=
 
{
 
7
,
 
6
,
 
5
,
 
4
,
 
3
,
 
2
,
 
7
,
 
6
,
 
5
,
 
4
,
 
3
,
 
2
 
};
 
// https://www.uradni-list.si/glasilo-uradni-list-rs/vsebina?urlid=19998&stevilka=345

	
short
 
control_digit
 
=
 
0
,
 
sum
 
=
 
0
;

	
for
 
(
int
 
i
 
=
 
0
;
 
i
 
<
 
12
;
 
++
i
)

		
sum
 
+=
 
(
int
)(
emso
[
i
]
 
-
 
'0'
)
 
*
 
factor_map
[
i
];

	
control_digit
 
=
 
sum
 
%
 
11
 
==
 
0
 
?
 
0
 
:
 
11
 
-
 
(
sum
 
%
 
11
);
// Seštevek se deli z enajst (delitev se omeji na celo število).

														
// Ostanek pri delitvi se odšteje od števila 11, razlika je kontrolna številka.Kontrolna številka je enomestna, ima lahko vrednost od 0 do 9.

														
// Če je ostanek pri delitvi O je kontrolna številka 0.

	
return
 
control_digit
 
==
 
(
int
)(
emso
[
12
]
 
-
 
'0'
);

}

```

## Primer
Prvi fantek, rojen v Sloveniji 1. januarja 2006, ima EMŠO 0101006500006.